# Whyanbeelia
Whyanbeelia é um género botânico pertencente à família Picrodendraceae.